# Всемирно бяло братство
Вижте пояснителната страница за други значения на Бяло братство.
Всемирно бяло братство, Окултно учение на Всемирното бяло братство, Окултна школа на Всемирното бяло братство e учение и школа създадено от Петър Дънов в България през 1897 г. Първоначално се е наричало Синархическа верига, а от 1922 г. – Окултна школа Всемирно бяло братство. В разговорния език е най-известно като дъновизъм. Според самия Дънов то представлява „учение за развитието на душата, ума и сърцето... носи спокойствие на сърцето, носи светлина на ума, обнова на душата и сила на духа“.

## Идеология
Главни категории в учението на Всемирното бяло братство са: любов, мъдрост, истина, правда и добродетел, схващани като атрибути на „историческия, космическия и мистичния Христос“. Основен космогоничен възглед в учението е т.нар. Велико всемирно братство. То се описва като организъм, съставен от еволюиралите човешки души („ложи на Великите посветени и техни ученици“) и деветте йерархии от свръхсетивни същества (ангели, архангели, начала, власти, сили, господства, престоли, херувими и серафими). Според Петър Дънов, върховен ръководител на Великото всемирно братство е Христос.
Различните аспекти на учението са изложени и развити в около 4000 проповеди на Дънов, говорени и стенографирани в периода 1914 – 1944 г. Публикувани са в няколко многотомни поредици: „лекции пред Общ окултен клас“, „лекции пред Специален окултен клас“, „неделни беседи“, „съборни беседи“, „утринни слова“ и др.
Основни методи за изучаване на трудовете на Дънов в Школата на Всемирното бяло братство са: духовни събрания, музикални упражнения, четене на Дънов, посрещане на изгрева на Слънцето, планински екскурзии, живот в братски общности, годишни събори и други. Специални методи са Завета на цветните лъчи на Светлината, Шестте гимнастически упражнения и Паневритмията. Тези методи са окултни практики, с които дъновистите целят „преживяване на Христос посредством целостта на човешкото същество и специално чрез неговото етерно тяло“.
Главни символи на Окултната школа на Всемирното Бяло Братство са пентаграм в кръг и котва в равностранен триъгълник, а основни негови девизи са „В изпълнението волята на Бога е силата на човешката душа“ и „Глава на Твоето Слово е истината“.

## Име
Дънов нарича своето учение „Учение на Бялото братство“, а последователите си „ученици на Бялото братство“. Под „Бяло братство“ Дънов разбира невидима общност от същества, завършили своята духовна еволюция в материалния свят и постигнали съвършенство (по смисъла и на евангелието на Матей 5:48), които вземат дейно участие в целокупния живот на човечеството във всичките му измерения. В широк план терминът „Бяло братство“ е възприет от последователите на П. Дънов за обозначаване на собственото им движение.

## Статут дейност в различни държави

### В България
Петър Дънов винаги е бил против регистриране на организация. Той не одобрява действията на хора от русенския кръжок на последователите му, които през 1921 г. си съчиняват устав, за да се регистрират като юридическа личност, избират си управителен съвет, правят си членски карти и т.н. (уставът им е утвърден от Министерството на вътрешните работи на 13 юли 1921 г. и от Министерството на земеделието на 22 юни 1922 г. и са регистрирани се като Общество Бяло Братство). Становището му е, че тяхната общност няма нужда от такава организация: „Ами че какво се нуждае това общество от устави? Като имат другите общества устави, защо не седите при тях? Всичката ви грешка седи в това, че вие искате да дойдете тук да се проявите като в света. Не, тук ще се проявите най-естествено, по Божествено“. Според него не трябва да се уповават на човешките разпореждания и уредби, а да живеят по Бога, защото доброто и любовта с устави не върви. Той не разрешава да се прави устав в София и да се минава през съда и МВР.
След смъртта му през 1944 г. и установяването на комунистическия режим сформираният Братски съвет решава, че признаване на Братството за вероизповедна общност би му дало възможност, като обществена организация с нестопанска цел, да развива дейността си, и прави съответните постъпки. През 1948 г. е регистрирано общество Бяло Братство като верска общност. Това признаване обаче не означава получаването на официален статут – според Закона за изповеданията от 1949 г. той се получава чак след одобряване на устава на съответното вероизповедание. Уставът на Бялото братство така и не е одобрен до края на комунистическото управление в България и това го лишава от статута на юридическа личност и съответно правото да притежава недвижима собственост и да извършва стопанска дейност. В това положение са и други организации в България (Католическата църква и шест евангелски деноминации), което довежда по появата на нов термин – „в положение на търпимост“. Когато към БКП се отправят упреци за липса на религиозна свобода в страната, тя ги оспорва с факта, че са официално регистрирани, но само след одобрение на устава те биха станали официално признати. Политиката на режима е да ги държи в постоянна несигурност, а при необходимост неустановеното правно положение да бъде използвано за натиск върху ръководствата им. Бялото братство е регистрирано още веднъж при Комитета по въпросите на БПрЦ и РК при МВнР на 14 декември 1951 г.; отменено е на 20 октомври 1956 г. През 1957 г. започват акции срещу организацията – обиски, изземване на всякаква литература, свързана с Петър Дънов, унищожаване на хиляди томове, ръкописи и всякакъв вид материали, финансови ревизии. Арестувани и изпратени в затвор са председателят на Братския съвет Борис Николов и други. През 1958 г. се одържавяват всички парцели, собственост на жителите на Изгрева. Печатницата „Житно зърно“ е затворена, а на мястото на салона, в който Дънов изнася беседите си, по-късно се построява посолството на СССР.:с. 221
След падането на комунистическия режим през 1989 г. Бялото братство е регистрирано по чл. 6 от Закона за вероизповеданията под името Духовно общество „Всемирно Бяло Братство“ – уставът му е утвърден от МС на 7 ноември 1990 г., а на 6 февруари 1991 г. Дирекцията по вероизповеданията регистрира и неговото ръководство с председател на Управителния съвет Илиян Стратев. Регистрирането под това име предизвиква смущения и несъгласие сред братството. Част от хората образуват Духовно общество „Бяло Братство“ (март 1992) и подават в МС молба за регистрация като вероизповедание. Групата на Илиян Стратев обаче, с цел да запази това име, още същия месец регистрира по Закона за лицата и семействата Духовно общество „Бяло Братство“ с председател Благовест Жеков, огранизира Общо събрание, приема нов устав и моли Дирекцията по вероизповеданията да бъде прието новото име и новия устав. Дирекцията, след известно колебание и неуспешен опит да обедини двете дъновистки групи, прави предложение до МС и той на 26 май 1995 г. утвърждава нов устав на регистрираното вече вероизповедание с името Общество „Бяло Братство“. На 13 декември е регистрирано новото ръководство с председател на УС Благовест Жеков. Седалището е в София.
Според последователите на Петър Дънов Бялото братство е земната реализация на спиритуалната общност на Всемирното Бяло Братство, което е неземна общност (небесен архетип), така че Бялото братство съществува на няколко нива:
- небесен архетип (Всемирно Бяло Братство),
- спиритуална общност (духовната общност Бяло братство),
- „земно“ обединение на общността, по време на събирания по определени поводи (Бяло братство).[13]:с. 223

### Във Франция
През 1947 година Михаил Иванов (1900 – 1986), ученик на Петър Дънов, живеещ във Франция от 1937 година, създава организацията Всемирно бяло братство. Прави го чрез преименуване на една съществуваща организация в Париж, наречена „Международен културен център“ (Centre international culturel) във „Всемирно бяло братство“ (Fraternité blanche universelle). Съставът на бюрото ѝ също е променен, а седалището ѝ е преместено от Париж в Севър. През 1953 г., в околностите на Фрежус, Иванов създава център на Всемирното бяло братство „Бонфен“, който продължава да функционира и след неговата смърт.
Михаил Иванов през 1948 г. е арестуван и осъден на затвор, „подбуждане на малолетни към разврат“ (официална формулировка, по източник от самата му организация) и „практики, съчетаващи окултизма с най-необузданата сексуалност“. В спомените на български дъновисти има разкази за подобни действия. Има мнения (Пиер Рифар), че осъждането му е било по фалшиви свидетелства. Източници от средите на неговата организация Всемирно Бяло братство твърдят, че през 1960 г. е реабилитиран от Апелативния съд на Екс ан Прованс, като са му поднесени писмено официални извинения.
През 1999 г., обезпокоени от финансовото надигане на сектите, депутати от френската Национална асамблея (долна камара на парламента) образуват специална анкетна комисия, която да разследва натрупването на огромно финансово състояние от страна на сектите и да обозре „развитието на различните секти, за да покаже до каква степен тези движения са намалили духовните си измерения, но са засилили меркантилизма си, което пряко повишава тяхната зловредност“.  В същия доклад, комисията пише още: „Разрастването на сектите остава, преди всичко друго, симптом за разболяването на едно общество. Дори да няма 'стандартен адепт', профилът на кандидата за жертва може да бъде ясно очертан: това е човек, който, с или без причина, вярва че прекалено често се сблъсква с несправедливости и лишения, който страда от емоционални лишения, и който, без значение какъв е социалният му статус и интелектуалното му ниво, престъпва един праг на неустойчивост, което го прави особено уязвим за сектанските изкушения“.  Всемирното бяло братство (на френски: Fraternité Blanche Universelle), чието френско отделение е основано от Михаил Иванов е предмет на разследването на дейността на сектите, действащи на френска територия, според тази парламентарна комисия. Всемирното бяло братство е в списъка на сектите, в които членуват до 2000 души, чието недвижимо имущество се равнява на няколко десетки милиона франка (към 1999, няколко милиона евро), които се предполага да са придобити от търговия с псевдотерапевтични продукти, като например „Морска изотонична плазма“. Оказва се, че Всемирното бяло братство, и други секти, използващи подобни прийоми, не развиват и псевдотерапевтична дейност, а събират жертвите си на скъпоструващи сеанси, на които предлагат „духовно“, в комплект с материално, прочистване. 

## Идеологични насоки
В част от учението на Бялото братство са залегнали различни псевдонаучни идеи. Някои от тях:
- Астрология – за Дънов астрологията е важна част от учението му,[28][29] като самият той е инструктирал последователите си, че „главна задача на човек е да се синхронизира с ритъма на звездите“ [30]
- Нумерология – Скрит смисъл в числата и в буквите според числовите им значения. [31][32]
- Френология и Хиромантия – Изводи за личността на човека по формата на черепа и по линиите на дланта.[33]
- Графология – Изводи за личността на човека по почерка. [34]

## Езотеричен расизъм и славянски месианизъм
Подобно на Рудолф Щайнер (за когото е естествено най-„зрялата“ раса да обитава Европа, и да е единствената без недостатъци) и Елена Блаватска (за която семитските народи са по-нисша издънка на арийската раса, „духовно изродени и усъвършенствани в материалността“), Петър Дънов дава обобщения за расите, като приписва определени различни морални характеристики на всяка раса, и обявява, че душите от бялата раса са най-напреднали, и че те ще преминат в шестата раса. Душите от другите раси първо трябва да преминат през бялата раса, преди да преминат в шестата.  Бялата раса, според Дънов, е направила много повече от черната и жълтата.  Джеймс Уеб и Никълъс Гуудрик-Кларк, в техни трудове по история на окултизма, говорят за силно влияние на идеите на Блаватска над учението на Бялото братство, отделяйки специално внимание на развитието на идеите за последователност на расите при Блаватска. Това Гуудрик-Кларк нарича езотеричен расизъм, а Кумари Джаявардена, в труд за ролята на жените в борбата срещу колониализма, определя възгледите на Блаватска като цяло като нерасистки. В учението на бялото братство, езотеричният расизъм на Блаватска е смесен с визия за славянски месианизъм.  Според Джеймс Уеб за Дънов сегашната еволюционна епоха е тази на бялата раса, по-специално в нейния англосаксонски клон, а бъдещето принадлежи на славяните.  Относно расите Дънов казва следното:
| „ | Всяка нова епоха е творчески акт на Бога. Днешните времена не могат да се сравнят с бъдещето, което идва. Всички раси – черната, червената и жълтата, трябва да минат през бялата раса. Напредналите души от другите раси ще минат през бялата, а напредналите души от бялата раса ще минат в шестата раса. Сега в света се образува едно ядро от хора от всички нации – англичани, французи, германци, руси, американци, японци, китайци, българи, турци, сърби, черни, бели, които образуват една нова раса, един народ с нови схващания, различни от сегашните. | “ |

## Различия с християнските църкви
От гледна точка на православното, католическото и протестансткото богословие, това учение се различава от християнството по някои основополагащи характеристики:
- Христос се смята за окултен учител, а не син Божий
- Бог не е личност, а безлична пантеистична същност
- отрича се учението за Светата Троица
- появява се концепцията за реинкарнация на душата
- Има окултизъм и астрология

Християнската църква не приема много от тезите на Бялото братство.